# Дастан
Дастан (от перс. داستان‎ дастан — «рассказ» или «история») — эпическое произведение в фольклоре или литературе Ближнего и Среднего Востока. Обычно дастаны являются фольклорной или литературной обработкой героических мифов, легенд и сказочных сюжетов.
Дастан описывает фантастические и авантюрные ситуации, в нём нередко усложнённый сюжет, несколько гиперболизированы события и идеализированы герои.

## Литературный дастан
Литературные дастаны можно сравнивать с жанром героической поэмы в европейской литературе. Обычно они написаны в стихотворной форме. Стих поэтического дастана бывает двух типов — 11-сложник и 7—8-сложник.
Литературный поэтический дастан широко представлен в таджикско-персидской и тюркоязычной литературе (азербайджанские, кыргызские, узбекские, казахские поэты) — примерами могут служить «Лейли и Меджнун», «Хосров и Ширин», «Искандер-наме» классика персидкой поэзии Низами), главы из грандиозной эпической поэмы «Шахнаме» Фирдоуси, поэмы Амира Хосрова Дехлеви, Джами, «Мухаббат-нама» Хорезми, «Хусрав и Ширин» Кутба, «Гулистан бит-тюрки» Сараи, «Бузъегет» Бахави.
Дастан — один из наиболее популярных жанров туркменской литературы века. Видное место среди туркменских авторов дастанов занимают Нурмухаммед Андалиб (ок. 1712—1780) и его современники — поэты Шабенде, Шейдаи, и Магрупи.
Жанр литературного дастана встречается и в современной поэзии. Так, например, башкирский поэт Махмут Хибат на основе сюжета башкирского эпоса создал дастан «Алпамыша́» (1993).

## Список авторов дастанов
- Амир Хосров
- Бедиль
- Фахраддин Гургани
- Джами
- Молланепес
- Навои
- Низами
- Увайси
- Физули
- Фирдоуси
- Хорезми

## Фольклорный дастан
Исполнитель фольклорного дастана у разных народов называется дастанчи, ашуг, бахши. Дастан излагается стихами, прозой со стихотворными вставками. При исполнении декламация обычно чередуется с музыкальными разделами. Стих поэтического дастана также бывает двух типов — 11-сложник и 7-8-сложник.
Фольклорные дастаны можно отождествить с жанром героического эпоса. Фольклорные дастаны активно собирались и записывались в Таджикистане, Турции, Узбекистане, в том числе фольклористами советского времени. Среди них есть и народные варианты литературных дастанов, например, поэм Алишера Навои. Особый пласт фольклорных дастанов — произведения народов Средней Азии на темы о гражданской войне, о Ленине, о падении эмирской власти в Бухаре в 1920 году, о борьбе с басмачами, о земельно-водной реформе 1927 года.